# Sjatskyjsøerne
Sjatskyjsøerne (ukrainsk: Шацькі озера; Shatski Ozera) betyder " Shatsk-søerne" på ukrainsk. Det er en gruppe af ferskvandssøer beliggende i det nordlige Ukraine nær grænserne til Hviderusland og Polen, i Bug-flodens bassin, og er kendt for deres rene, rene vand og maleriske udsigter over uberørte skove. Den største og mest berømte sø er Svitjaz.
Et område på 328,50 km² blev i  1995 beskyttet som Ramsarområde.